# Sphenopsis frontalis
A Sphenopsis frontalis  a madarak osztályának verébalakúak (Passeriformes) rendjébe és a tangarafélék (Thraupidae) családjába tartozó faj.

## Rendszerezése
A fajt Johann Jakob von Tschudi svájci ornitológus, természettudós és diplomata írta le 1844-ben, a Hylophilus nembe Hylophilus frontalis néven.  Egyes szervezetek a Hemispingus nembe sorolják Hemispingus frontalis néven.

## Alfajai
- Sphenopsis frontalis flavidorsalis Phelps & W. H. Phelps Jr, 1953
- Sphenopsis frontalis frontalis (Tschudi, 1844)
- Sphenopsis frontalis hanieli Hellmayr & Seilern, 1914
- Sphenopsis frontalis ignobilis (P. L. Sclater, 1862)
- Sphenopsis frontalis iteratus Chapman, 1925[2]

## Előfordulása
Az Andokban, Ecuador és Peru területén honos. Egyes források szerint Kolumbia és Venezuela területén is megtalálható. Természetes élőhelyei a szubtrópusi és trópusi hegyi esőerdők. Állandó, nem vonuló faj.

## Megjelenése
Testhossza 14 centiméter, testtömege 14-20 gramm.

## Természetvédelmi helyzete
Az elterjedési területe kicsi, egyedszáma pedig ismeretlen. A Természetvédelmi Világszövetség Vörös listáján nem fenyegetett fajként szerepel.